# Actie voor God
Actie voor God was een Nederlandse rooms-katholieke stichting die in 1936 werd opgericht om publiekelijk het katholieke geloof te verdedigen. Later hield de stichting zich vooral bezig met bewustwording van katholieke leken. Actie voor God, dat in 1973 werd opgeheven, dient niet verward te worden met de Katholieke Actie.
De Actie voor God was in 1936 opgericht door enkele priesters en leken, die zich voelden aangevallen door de in hun ogen oneerbiedige meningen van communisten en vrijdenkers, die niet in het bestaan van God geloofden. Met de Actie voor God wilden zij op strijdbare wijze opkomen voor hun geloof. De stichting had dan ook als doel: "de Godsontering te bestrijden en de Godsverering, vooral in het openbare leven, te bevorderen". Via posters lieten ze weten oneerbiedige opmerkingen te beschouwen als "vuilpraterij".
Het adres van de stichting, Postbus 2 Heemstede, was in heel katholiek Nederland een begrip, onder meer als adres van waaruit het blad Actio Catholica van de Katholieke Actie en allerlei andere publicaties werden uitgebracht. Sinds 1937, met een intermezzo vanaf het begin van de oorlog tot aan 1954, waren deze uitgaven vooral het werk van journalist Herman Divendal, die als redactiesecretaris en publicist aan de Actie voor God verbonden was. Dankzij Divendal, die er in 1963 de directeur van werd, ontwikkelde de stichting zich tot een instituut dat probeerde om katholieke leken bewust te make van hun persoonlijke verantwoordelijkheid als gelovigen. Een van de middelen om dit te bereiken was het tijdschrift Hoeksteen.
De Actie voor God verzorgde ook de publiciteit van de jaarlijkse katholieke Vastenaktie, waaronder het destijds bekende affiche met de slagzin "Alle harten wereldwijd". Eind jaren zestig werd de Vastenactie een zelfstandige organisatie, die vanaf toen haar publiciteit zelf ter hand nam. De Actie voor God ging in 1973 op in het nieuwe bureau van de Rooms-katholieke kerkprovincie aan de Biltstraat in Utrecht.